# Isabella av Bourbon
Isabella av Bourbon, född 1434, död 1465, var en fransk prinsessa, gift 1454 med Burgunds tronföljare greve Karl av Charolais.
Äktenskapet beskrivs som lyckligt, och Karl begick inte äktenskapsbrott när han var gift med henne, vilket var ovanligt för en prins under denna tid. År 1459 fick hon ansvaret för den franska kronprinsessan Charlotte av Savojen när denna övergavs av sin make. Isabella uppges inte ha utövat något inflytande över politiken. Hon omtalas för sitt praktfulla gravmonument. 